# Somme-Bionne
Somme-Bionne é uma comuna francesa na região administrativa do Grande Leste, no departamento de Marne. Estende-se por uma área de 9.21 km², e possui 75 habitantes, segundo o censo de 2018, com uma densidade de 8.1 hab/km².